# GWR Hawthorn Class
GWR Hawthorn Class — тип пассажирских паровозов с осевой формулой 1-2-0, спроектированный Джозефом Армстронгом для широкой колеи Большой западной железной дороги в 1865 году. Являлся развитием типа «Виктория».
На заводе Slaughter, Grüning and Company (впоследствии Avonside Engine Company) было заказано 20 локомотивов: которые получили имена выдающихся инженеров, ещё шесть построены на заводе дороги в Суиндоне и получили имена паровозов типа «Светлячок», на замену которым они вышли.
Списание паровозов этого типа началось в марте 1876 года, в 1877-м 10 локомотивов были переделаны в танк-паровозы. Последний экземпляр доработал до конца широкой колеи 21 мая 1892 года.

## Тендерные паровозы
| Имя        | Построен | Завод                          | Списан | Примечания |
| ---------- | -------- | ------------------------------ | ------ | --- |
| Ахерон     | 1866     | Суиндонский                    | 1887   | |
| Байер      | 1865     | Slaughter, Grüning and Company | 1877   | В честь сооснователя паровозостроительной фирмы Beyer, Peacock and Company Чарльза Байера (1813—1876).                                                               |
| Бленкинсоп | 1865     | Slaughter, Grüning and Company | 1892   | В честь горного инженера и пионера паровых локомотивов Джона Бленкинсопа (1783—1831).                                                                                |
| Бери       | 1865     | Slaughter, Grüning and Company | 1877   | В честь сооснователя ливерпульской паровозостроительной компании Bury, Curtis, and Kennedy Эдварда Бери.                                                             |
| Цербер     | 1866     | Суиндонский                    | 1877   | Имя от предыдущего паровоза типа «Светлячок». |
| Дьюранс    | 1865     | Slaughter, Grüning and Company | 1892   | В честь инженера-паровозостроителя Джона Дьюранса (†1861), сооснователя Dewrance & Co. Ltd.                                                                          |
| Фентон     | 1865     | Slaughter, Grüning and Company | 1892   | В честь Джеймса Фентона из Fenton, Murray and Jackson. |
| Фостер     | 1865     | Slaughter, Grüning and Company | 1876   | Вероятно, в честь Джеймса Фостера из Foster, Rastrick and Company.                                                                                                   |
| Гуч        | 1865     | Slaughter, Grüning and Company | 1892   | |
| Хэкворт    | 1865     | Slaughter, Grüning and Company | 1892   | |
| Ястреб     | 1865     | Суиндонский                    | 1892   | Имя от предыдущего паровоза типа «Светлячок». |
| Хоуторн    | 1865     | Slaughter, Grüning and Company | 1876   | В честь сооснователя фирмы R and W Hawthorn Роберта Хоуторна. |
| Хедли      | 1865     | Slaughter, Grüning and Company | 1877   | В честь Уильяма Хедли (1779—1843), построившего первый практически эксплуатировавшийся паровоз с гладкими колёсами.                                                  |
| Грей       | 1865     | Grüning and Company            | 1876   | В честь инженера железной дороги Лондона и Брайтона Джона Грея. |
| Меллинг    | 1865     | Slaughter, Grüning and Company | 1877   | Вероятно, в честь инженера-каналостроителя Ричарда Меллинга. |
| Мёрдок     | (1865    | Slaughter, Grüning and Company | 1892   | |
| Страус     | (1865    | Суиндонский                    | 1877   | Имя от предыдущего паровоза типа «Светлячок». |
| Пикок      | 1866     | Avonside Engine Company        | 1875   | В честь одного из основателей паровозостроительной компании Beyer, Peacock and Company Ричарда Пикока.                                                               |
| Пенн       | 1866     | Avonside Engine Company        | 1877   | В честь Джона Пенна, бывшего два срока президентом Института инженеров-механиков.                                                                                    |
| Флегетон   | 1866     | Суиндонский                    | 1887   | Имя от предыдущего паровоза типа «Светлячок». |
| Поллукс    | 1866     | Суиндонский                    | 1877   | Имя от предыдущего паровоза типа «Светлячок». |
| Робертс    | 1865     | Slaughter, Grüning and Company | 1877   | В честь одного из основателей Sharp, Roberts and Company Ричарда Робертса.                                                                                           |
| Шарп       | 1866     | Avonside Engine Company        | 1887   | В честь Томаса Шарпа из Sharp, Stewart and Company. |
| Слотер     | 1865     | Slaughter, Grüning and Company | 1892   | В честь Эдварда Слотера из Slaughter, Grüning and Company, но поскольку фирма вскоре переименовалась в Avonside Engine Company, паровоз стал называться «Эйвонсайд». |
| Стюарт     | 1866     | Avonside Engine Company        | 1877   | В честь Чарльза Стюарта из Sharp, Stewart and Company. |
| Вуд        | 1866     | Avonside Engine Company        | 1892   | Вероятно, в честь железнодорожного инженера Фредерика Вуда. |

## Танк-паровозы
| Имя     | Построен | Списан | Примечания |
| ------- | -------- | ------ | --- |
| Байер   | 1877     | 1887   | |
| Бери    | 1877     | 1892   | |
| Цербер  | 1877     | 1892   | |
| Хедли   | 1877     | 1892   | После списания был стационарным котлом в Конуиллской каменоломне, в 1905 году перемещён в Нит. Окончательно погашен в 1914 году, но утилизирован в Суиндоне только 1929-м. |
| Меллинг | 1877     | 1892   | |
| Страус  | 1877     | 1892   | |
| Пенн    | 1877     | 1892   | |
| Поллукс | 1877     | 1892   | |
| Робертс | 1877     | 1892   | |
| Стюарт  | 1877     | 1892   | 20 мая 1891 года вместе с «Вулканом» провёл последний поезд по широкой колее на Фолмутской ветке.                                                                          |